# Viktor Rudiš
Viktor Rudiš (* 9. června 1927 Brno) je český architekt. Jeho patrně nejznámější prací je Československý pavilon na světové výstavě EXPO 1970.

## Život
V letech 1943–1947 vystudoval průmyslovou školu stavební v Brně. V letech 1947–1952 pak studoval na fakultě architektury VUT v Brně. Závěr studia strávil v ateliéru profesora Bedřicha Rozehnala. V letech 1953–1957 pracoval ve Výzkumném ústavu výstavby a architektury v Brně. Od roku 1958 pracoval ve Stavoprojektu Brno. Nejprve v ateliéru Otakara Oplatka, od roku 1959 v ateliéru Františka Zounka. V roce 1967 strávil tříměsíční stáž v ateliéru Candilis, Josic, Woods v Paříži. V roce 1969 strávil tři měsíce v japonské Ósace při realizaci československého pavilonu pro světovou výstavu EXPO 70. Od roku 1969 byl rovněž vedoucím I. ateliéru brněnského Stavoprojektu.
Po roce 1990 spoluzaložil ateliér Rudiš – Jenček – Rudiš, od roku 1993 Rudiš – Rudiš. V roce 2003 ukončil svou aktivní činnost.
V roce 2011 byl v budově bývalé teologické fakulty v Brně za celoživotní dílo a charakterní postoje vyznamenán Poctou České komory architektů. Nejvyšším oceněním v oboru v České republice.

## Dílo
- 1962–1966 Sídliště Brno-Lesná (spoluautoři: František Zounek, Miroslav Dufek a Ladislav Volák) [1]
- 1969 – Československý pavilon na světové výstavě EXPO 1970 (spoluautoři: Aleš Jenček, Vladimír Palla a kol.)
- 1973–1982 Sportovní areál TJ Tesla Brno
- 1991–1992 Hotel Holiday Inn, Brno (spoluautor: Martin Rudiš, Aleš Jenček)
- 1994–1995 Bytové domy A1 a A4, Litomyšl (spoluautor: Martin Rudiš)
- 1995–1996 Rekonstrukce a dostavba pavilonu G na brněnském výstavišti
- 1998–2001 Rekonstrukce Uměleckoprůmyslového muzea v Brně

## Ocenění díla
- 1967 Státní cena za sídliště Lesná
- 1970 Zvláštní cena The Architectural Institute of Japan (s Alešem Jenčkem a Vladimírem Pallou)
- 1996 Grand Prix Obce architektů
- 1998 Cena města Brna
- 2002 Grand Prix Obce architektů – čestné uznání